# 培那西林
培那西林（英语：Penamecillin）是苄青霉素的乙酰氧基甲酯，是一种通过酯酶加工成苄青霉素的前体药物。
一项研究表明，怀孕期间口服培那西林治疗未对胎儿造成可检测的致畸风险。